# Alice Bastide
Alice Bastide, née le 18 mai 1868 à Saint-Mandé et morte le 5 février 1959 à Paris, est une peintre française.

## Biographie
Alice Claire Sylvie Bastide est la fille de Louis Bastide, pasteur protestant, et d'Élisa Georgina Frédérica Neye.
Elle épouse, en 1896, Auguste Léon Massebiaux.
Peintre de fleurs et de miniatures à l'Académie Julian, elle est élève de Marie Laforge, Émilie Desjeux, Victor-Oscar Guétin, Henri Royer, Maurice Bompard, et François Schommer.
Elle expose à partir de 1907 et devient membre perpétuel de la Société des artistes français.
Mention honorable en 1913, elle obtient en 1914 le prix Maxime-David pour sa miniature.
En 1921, elle obtient une médaille d'argent et le prix Léonie-Dusseuil en 1922.
Elle remporte la médaille d'or en 1926 et 1928, puis obtient le prix Pillini en 1930 et la Légion d'honneur en 1933.
Elle est morte à Paris à l'âge de 90 ans.